# Trigonophorus xizangensis
Trigonophorus xizangensis är en skalbaggsart som beskrevs av Ma och Zhang 1981. Trigonophorus xizangensis ingår i släktet Trigonophorus och familjen Cetoniidae. Inga underarter finns listade i Catalogue of Life.